# Húszak Céhe
Húszak Céhe a romániai magyar írók első tömörülési kísérlete a két világháború közötti időszakban; radikális írói csoportosulás, amelyet Ligeti Ernő, Nyirő József és Paál Árpád 1922 februárjában Áprily Lajos, Bárd Oszkár, Bartalis János, Benedek Elek, Berde Mária, Endre Károly, Gulácsy Irén, Kádár Imre, Kós Károly, Molter Károly, Nagy Dániel, Sipos Domokos, Szentimrei Jenő, Szombati-Szabó István, Tabéry Géza, Tompa László és Zágoni István bevonásával próbált életre hívni – sikertelenül. Feltehetően e kezdeményezés folytatásaként jelentette be a Keleti Újság 1922 márciusában egy írószövetség megalakításának a tervét, amely végül úgyszintén megvalósítatlan maradt.

## További irodalom
- Mózes Huba: Irodalom a Napkelet spektrumában. Utunk, 1980/2.